# 霍希艾斯峰

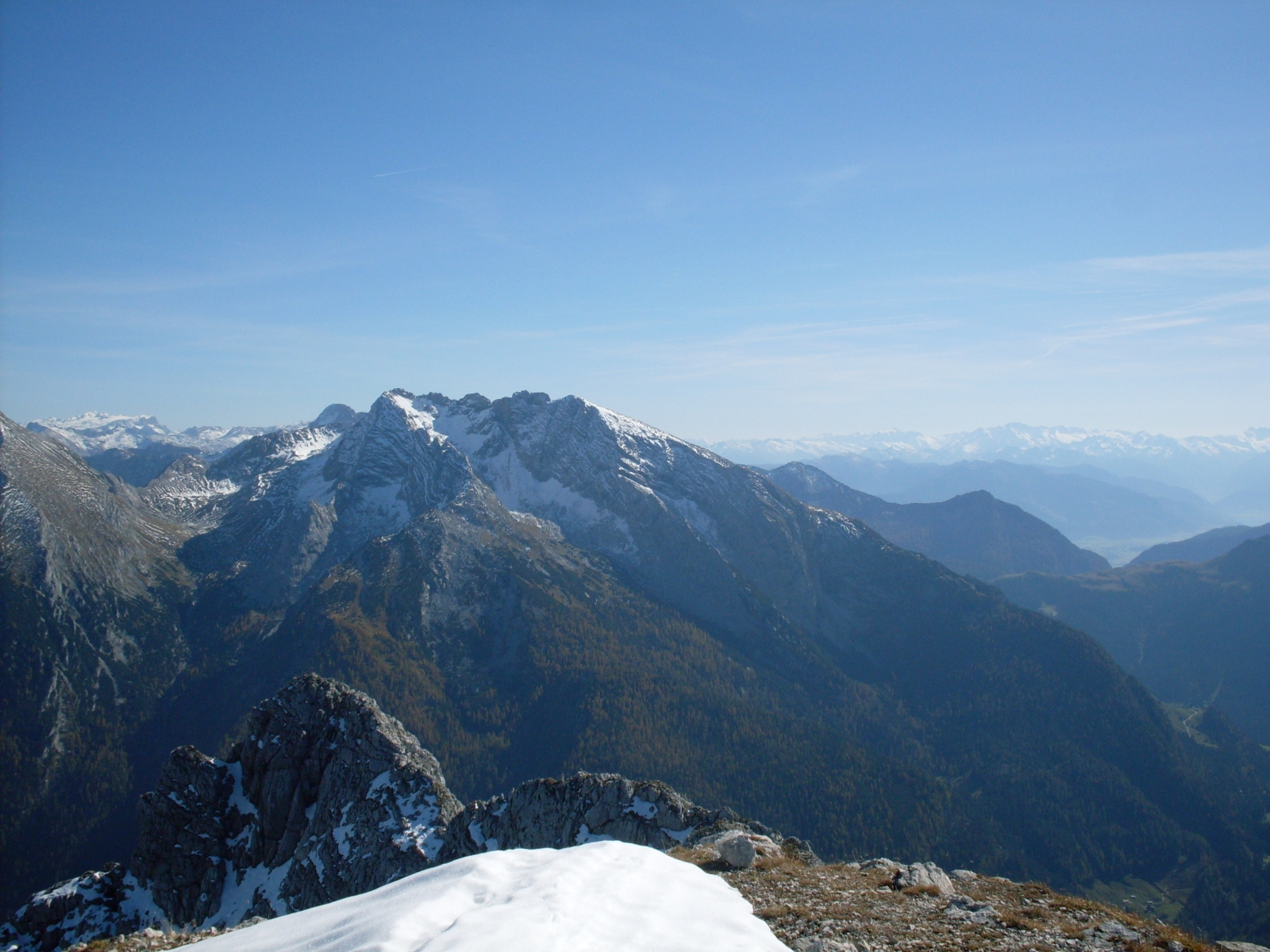

47°32′48″N 12°50′35″E / 47.5467667°N 12.8430722°E
霍希艾斯峰（德語：Hocheisspitze），是中歐的山峰，位於奧地利和德國接壤的邊境，屬於貝希特斯加登阿爾卑斯山脈的一部分，海拔高度2,523米，人類在1868年9月6日首次登頂。